# NGC 7809
NGC 7809 je spirální galaxie v souhvězdí Ryb. Její zdánlivá jasnost je 14,5 m a úhlová velikost 0,5′ × 0,4′. Je vzdálená 863 milionů světelných let, průměr má 125 000 světelných let. Galaxii objevil 9. září 1864 Albert Marth.